# Ursus i Wiktor
Ursus i Wiktor (zm. po 286 w ret. Soloturn /Solothurn/ w dzisiejszej Szwajcarii) – rzymscy żołnierze legendarnej Legii Tebańskiej, męczennicy chrześcijańscy, święci Kościoła katolickiego.
Wiktor z Soloturn identyfikowany jest z innym legionistami o tym samym imieniu: Wiktorem z Agaunum i Wiktorem z Xanten. Ponieważ wyraz Victor (z łac. 'zwycięzca') w ramach Legionu Tebańskiego jest używany przez kilku męczenników, przypuszczalnie  może obejmować różne wersje tego samego kultu w kontekście "zwycięzcy Chrystusa".

## Życie
Według tradycji Ursus i Wiktor wraz z 66 towarzyszami uniknęli dziesiątkowania chrześcijańskiego legionu w Agaunum (dzisiejsze Saint-Maurice) i uciekli do Soloturn (niem. Solothurn, pl. Solura). Tu  Ursus i Wiktor zostali pojmani przez rzymskiego gubernatora Hyrtakusa (łac. Hirtacus). Nie wyrzekłszy się wiary w Jezusa Chrystusa zostali skazani na śmierć. Miano ich spalić, ale nadeszła burza i deszcz ugasił ogień. Zostali ścięci na moście nad rzeką Aare, a ich ciała wrzucono do wody. Głowy zatrzymał Hyrtakus, ale po namyśle popłynął do małej zatoki, gdzie w tajemnicy gromadzili się chrześcijanie i tam je zostawił. W nocy chrześcijanie ciała legionistów połączyli z głowami i pogrzebali ich. Nad grobem męczenników wybudowano kaplicę św. Piotra.

## Kult
Wczesny kult męczenników poświadczył ok. 445 roku  biskup Lyonu św. Eucheriusz, w Passio Agaunensium martyrum, z pewną dozą rezerwy do ich członkostwa w Legii. Rozwój kultu trwał do VII wieku. Po wielowiekowym zapomnieniu powrócił w XV wieku. Dalszy rozwój kultu tymczasowo zahamowała reformacja.
Święci Ursus i Wiktor są patronami miasta Soluthurn i diecezji Bazylea.
Ich wspomnienie liturgiczne obchodzone jest 30 września.
Tego samego dnia wspominany jest również inny męczennik Legii św. Antonin z Piacenzy.
W ikonografii święci przedstawiani są z mieczami, często z głowami pod pachą.

## Relikwie
Relikwie świętych podnoszono kilkakrotnie. Według Passio z VII wieku około 500 roku miały trafić z Soloturn do Genewy, gdzie wybudowano bazylikę św. Ursusa na polecenie  księżniczki Burgundii Sedeleuby (bazylika została zburzona w 1534). Z kolei kronika Fredegara wzywa ok. 660 roku (Fredegar Chronicle) do budowy bazyliki św. Wiktora w Genewie. Od VII wieku ich popularność spadła a w Martyrologium nie zostali umieszczeni. W późniejszym Passio (prawdopodobnie z X wieku) pojawiło się męczeństwo Feliksa i Reguli a kult Ursusa i Wiktora na nowo odżył. Od XI wieku datowane jest rozdawanie szczątków świętych Ursusa i Wiktora do różnych kościołów i klasztorów. Kolejna elewacja ich relikwii miała nastąpić w latach 1473 i 1519, kiedy to w ołtarzu solurskiej katedry odkryto trumnę z dwoma szkieletami (1519).